# Podział administracyjny Kościoła katolickiego w Burundi
Podział administracyjny Kościoła katolickiego w Burundi – w ramach Kościoła katolickiego w Burundi funkcjonują obecnie dwie metropolie, w których skład wchodzą dwie archidiecezje i sześć diecezji. 
Jednostki administracyjne Kościoła katolickiego obrządku łacińskiego w Burundi:

## Metropolia bużumburska
- Archidiecezja bużumburska
  - Diecezja Bubanza
  - Diecezja Bururi

## Metropolia Gitega
- Archidiecezja Gitega
  - Diecezja Muyinga
  - Diecezja Ngozi
  - Diecezja Rutana
  - Diecezja Ruyigi